# جوناس وود
جوناس وود (بالإنجليزية: Jonas Wood)‏ هو فنان ورسام أمريكي، ولد في 1977 في بوسطن في الولايات المتحدة.